# Itália egyesítése

Itália egyesítésének állomásai

Itália 1860 márciusában

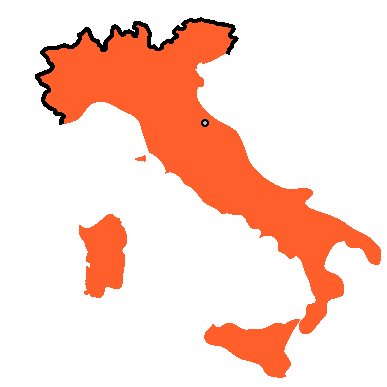
Az Olasz Királyság 1870-ben

Itália egyesítése az a történelmi folyamat, melynek során a középkor óta széttagolt itáliai államok – a 19. század forradalmi mozgalmai és nemzetközi konfliktusai során – a Szárd Királyság vezetésével létrehozták az egységes Olaszországot.
A napóleoni háborúk lezárásaként született 1815-ös bécsi kongresszus az itáliai fejedelemségek feletti uralmat felosztotta a Habsburg–Lotaringiai-ház és a Bourbon-ház között. A Risorgimento (magyarul „újjászerveződés”) jelszavával nemzeti mozgalom alakult ki, amely Itália egyesítését tűzte ki céljául. A Szárd–Piemonti Királyság a mozgalom népszerűségét saját expanzionista céljaira használta fel. A Savoyai-házból származó szárd–piemonti királyok a háborúk során több kudarcot szenvedtek el, de következetes politikájuk 1861-ben elvezetett az egyesített Olasz Királyság létrejöttéhez, a szárd–piemonti uralkodó koronája alatt.
A korábbi nemzeti felkeléseket – 1820-ban, 1831-ben és 1848-ban – leverték, és a Giuseppe Mazzini által megalakított Római Köztársaság is megbukott 1848-ban. 1859-re azonban Camillo Benso di Cavour szárd–piemonti miniszterelnök katonai szövetséget kötött III. Napóleon francia császárral. A francia–szárd katonai szövetség győzelmes háborút vívott az osztrákok ellen, ennek eredményeképpen a Szárd–Piemonti Királysághoz csatolták Lombardia tartományt, Toszkána, Modena, Reggio és Parma hercegségeit, megdöntötték és bekebelezték a Nápoly–Szicíliai Királyságot. 1861-ben II. Viktor Emánuel szárd–piemonti királyt az egyesített Olaszország királyává koronázták.
Az új olasz állam további terjeszkedése során 1866-ban a porosz–osztrák–olasz háborúban – saját csapatainak veresége ellenére – megszerezte Veneto tartományt. 1870-ben, a porosz–francia háború előestéjén, a Vatikánt biztosító francia csapatok kivonulása után az Olasz Királyság elfoglalta és bekebelezte a Pápai államot, majd 1918-ban, az első világháborút lezáró Saint-Germain-i békeszerződésben megszerezte az antant által korábban odaígért Dél-Tirolt és Friuli-Venezia Giulia tartományokat is.

## A kiindulópontok

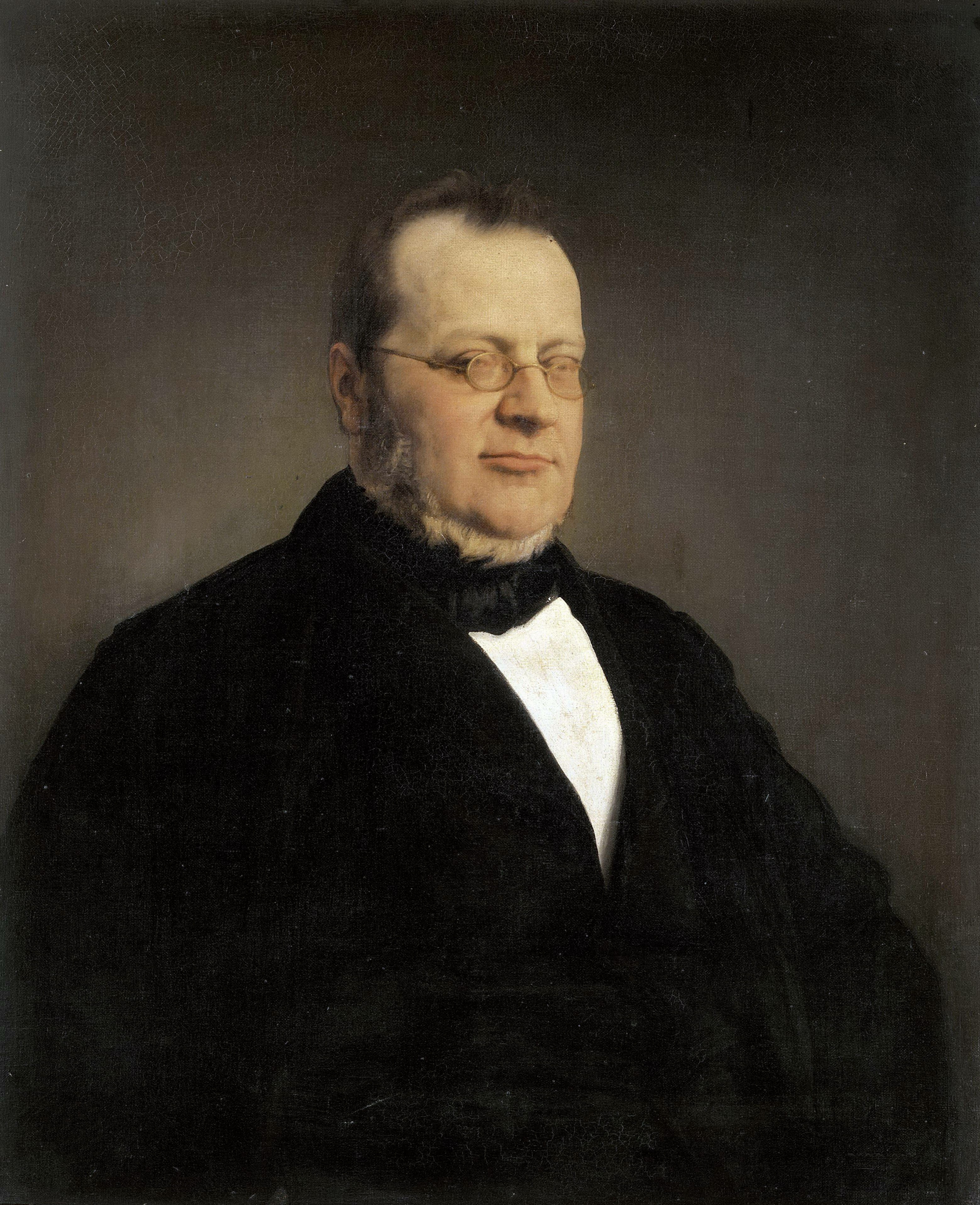
Camillo Benso di Cavour szárd–piemonti miniszterelnök

1848–1849-ben nem sikerült az egységes Olaszország megteremtése. Úgy tűnt, igazolódnak Metternich kancellár szavai: „Itália nem több, mint földrajzi fogalom.” A forradalmakat azonban nem lehetett meg nem történtté tenni. A katonai vereségek ellenére talpon maradt a Szárd Királyság, hadseregével együtt. Itt továbbra is hatályban maradt a Károly Albert király által 1848-ban kiadott liberális alkotmány (Statuto albertino). A katonai vereségek nyomán lemondott Károly Albert fia, II. Viktor Emánuel követte, aki 1852-ben Camillo Benso di Cavour grófot nevezte ki miniszterelnökévé. Szárd–Piemontban a polgárosodás és a dinasztia hatalmi érdekei egybeestek, mindenki számára egyértelmű volt, hogy a fő ellenség az Osztrák Császárság. A Szárd Királyság 1849 után is szembeszállt Béccsel, befogadta az üldözött nemzeti politikusokat, sőt a külföldieket is. A vezetők felismerték a történelmi lehetőséget az itáliai államoknak II. Viktor Emánuel koronája alatt történő egyesítésére.

## Cavour fellépése
Politikai végcéljának az egységes Olaszország megteremtését tekintette. Világosan látta, hogy ennek útjában elsősorban Ausztria áll. Nem tartotta megvalósíthatónak az önfelszabadítás eszméjét, amelynek követői úgy vélték, az itáliai államok csupán saját erejükre támaszkodva, önállóan is megvalósíthatnák az egyesítést („Italia fará da se – Itália maga is megteszi”). Cavour jól tudta, hogy ehhez az európai nagyhatalmak támogatását is meg kell szereznie. Az egységes Olaszország megteremtését jelentős részben külső diplomáciai segítséggel kívánta végigvinni.

## Az Ausztria elleni második háború (1859–1860)
A krími háború alkalmat kínált a Szárd Királyság számára, hogy kilépjen a nemzetközi porondra. 1855-ben Cavour 15 000 katonát küldött a hadszíntérre. A párizsi békekonferencián így ott lehetett ő is. Szerette volna elérni, hogy megkapja a Parmai és a Modenai Hercegséget, és hogy a franciák és az osztrákok vonják ki a csapataikat Itáliából. Végül csak a pápai államban és a Bourbonok koronája alá tartozó államokban (a Nápoly–Szicíliai Királyságban és a Parmai Hercegségben) folytatott rossz kormányzás elítélését sikerült kimondatnia, Itáliában azonban megnőtt a Szárd–Piemonti Királyság tekintélye.
A háború 1859. április 26-án kezdődött. Az osztrákok hadvezére, Gyulai Ferenc táborszernagy gyors támadással szerette volna szétverni az szárd haderőt, még a franciák megérkezése előtt. A piemontiak azonban kitértek az osztrákok elől dél felé. Közben a francia haderő is megérkezett, és megmozdultak a közép-itáliai államok is. 1859. április 27-én II. Lipót elmenekült Firenzéből, ahol ideiglenes kormány alakult, amely kimondta Toszkána Szárd–Piemonthoz csatolását.. Június 13-án felkeltek a modenaiak, akik szintén csatlakoztak Piemonthoz. Ugyanezt tette június 29-én Parma is.
A háború döntő csatáit Magentánál (1859. június 4.) és Solferinónál (1859. június 24.) vívták meg. Magentánál a franciák megverték az osztrákokat, és bevonultak Milánóba, a solferinói véres csatában is visszavonulásra késztették a 29 éves Ferenc József császár vezette osztrákokat. III. Napóleon császár azonban megelégelte a háborút, és rádöbbent, hogy olyan Olaszország van születőben, amely Franciaország vetélytársa lehet a Földközi-tenger térségében. Így 1859. július 8-án Villafrancában megállapodott Ferenc Józseffel a fegyverszünetről és az előzetes békefeltételekről. A békekötés november 10-én történt meg Zürichben, olyan feltételek mellett, mintha az osztrákok győztek volna. Ausztria megtarthatta Veneto tartományt, de Lombardiát átadta Franciaországnak. A békekötés kimondta, hogy a közép-itáliai államok nem csatlakozhatnak a Piemonthoz. A békét II. Viktor Emánuel is elfogadta, Cavour tiltakozásul lemondott.
Azonban a közép-itáliai államok Piemonthoz való csatlakozását nem lehetett meg nem történtté tenni. 1859 novemberében Modena, Parma és Romagna egyesült, majd 1860. március 18-án Emilia is kimondta csatlakozását Piemonthoz. 1860. március 22-én Toscana ugyanígy tett. A miniszterelnökként visszatért Cavournak sikerült elismertetnie III. Napóleonnal a közép-itáliai államok csatlakozását Piemonthoz. Ennek fejében át kellett adnia Franciaországnak Nizzát és Savoyát.
1860 tavaszán a mérsékelt liberálisok nem gondolták, hogy a Savoyai-ház királyságát egyesíteni lehetne Dél-Itáliával is. Tőlük függetlenül ezt tervezték a hazaszeretettől fűtött polgári demokratikus erők, az észak- és közép-olaszországi kis- és középpolgárság különféle rétegeiből kikerült fiatalok.

## Garibaldi és a Mille: Dél-Itália egyesítése az ország többi részével (1860–1861)

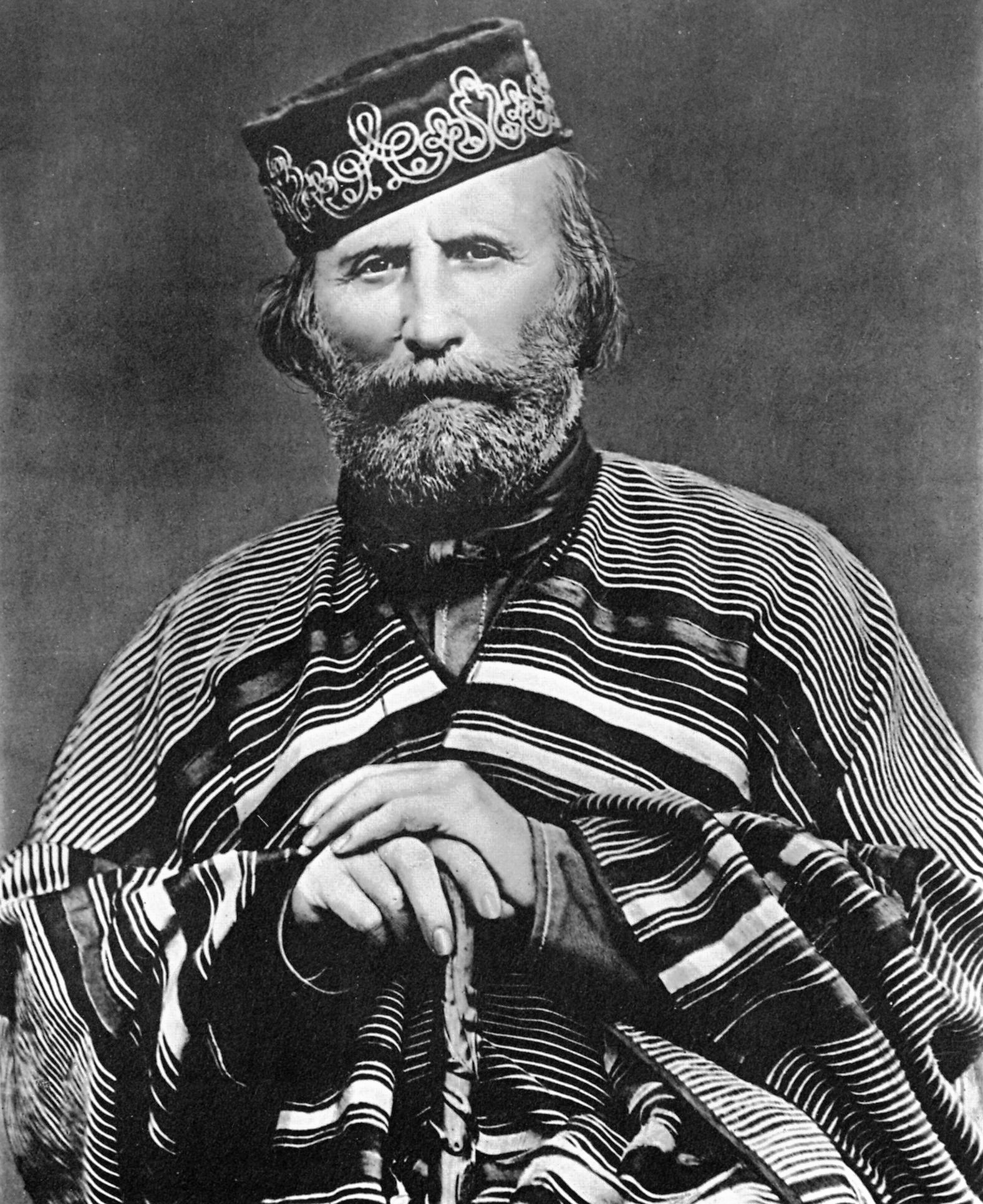
Giuseppe Garibaldi

Ezeknek a hazafiaknak Giuseppe Garibaldi volt a vezérük. Garibaldi külsőleg inkább franciának nézett ki. Iskolázatlan tengerészként kezdte, majd belépett a republikánus Mazzini Ifjú Itália szervezetébe. Belépett a piemonti hadiflottához, ahol összeesküvés vádjával halálra ítélték. Dél-Amerikába menekült, ahol részt vett a függetlenségi harcokban, így már 1848 előtt legenda lett belőle Itáliában, amit 1848-49-ben a Római Köztársaság katonai erőit irányítva megerősített. A forradalom leverése után külföldre menekült. 1859-ben felajánlotta kardját Viktor Emánuelnek, de hűvösen fogadták.
1860. május 6-án Garibaldi 1089 vörös inges emberével elindult Genovából, hogy felszabadítsa dél-itáliai honfitársait. Május 11-én szálltak partra Marsalában, és megindultak Palermo felé. Garibaldi a következőket mondta: „Itt most vagy megteremtjük Olaszországot vagy meghalunk”. 1860. június 6-án elfoglalták Palermót, majd 1860. június 21-én Milazzónál legyőzték a Bourbon királyi sereget. 1860. augusztus 20-án Garibaldi átkelt Szicíliából Calabriába, majd szeptember 7-én bevonult Nápolyba. Ezután Róma elfoglalását tervezte.
Cavour vegyes érzelmekkel fogadta a hódítások hírét. Nem akarta, hogy a republikánus érzelmű Garibaldi IX. Piusz pápa ellen induljon, ezáltal alkalmat adva Ausztriának, Franciaországnak, az európai konzervatív monarchiáknak, hogy fegyveres erejükkel az egyház védelmére keljenek.
1860. szeptember 11-én megindult a piemonti sereg, benyomult az Egyházi Államba, részben azért, hogy megelőzze Garibaldit, és megmentse a pápát, részben azért, hogy területeket vegyen el a Pápai Államtól. Viktor Emánuel el is ragadta Marchét és Umbriát, csak Lazio tartomány és Róma maradt a Pápai Állam fennhatósága alatt. Szeptember 18-án a szárd–piemonti haderő szétverte a pápai fősereget, október 1-jén pedig döntő csapást mért a nápoly–szicíliai királyi seregre. A Garibaldi-kérdés megoldását a király vállalta magára. Október 26-án találkozott vele Teanónál. Viktor Emánuel megköszönte Garibaldi szolgálatait és elbocsátotta őt.
Az 1860. október 21-én megrendezett népszavazás eredménye alapján Dél-Itália is csatlakozott a Szárd–Piemonti Királysághoz. Savoya tartományt viszont, a Savoyai-ház törzsbirtokát a katonai segítség fejében át kellett engedni III. Napóleonnak. A Torinóban összeült olasz parlament 1861. április 27-én II. Viktor Emánuelt az egyesült Olaszország királyává kiáltotta ki. A király Cavournak adott kormányalakítási megbízást, ő azonban nemsokára, június 6-án meghalt.

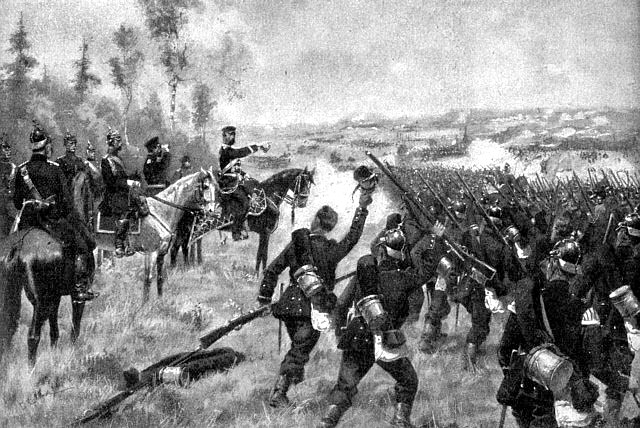
A königgrätzi csata: Frigyes Károly porosz herceg üdvözli katonáit.

## Az Ausztria elleni harmadik háború (1866)
Az olasz királyi udvar és a kormánykörök a Risorgimento kiteljesítését a kedvező nemzetközi körülmények kialakulásától tették függővé. A hazafiak egy része nem akart várni. 1862-ben Garibaldi az élükre állt, „Roma o morte” (Róma vagy halál) jelszóval Róma ellen indult. Aspromonténál (1862. augusztus 29.) azonban az olasz királyi hadsereg szétverte őket, maga Garibaldi is megsebesült.
Az országgyarapítás folytatásához 1866-ban, a porosz–osztrák háború kitörésekor alakult ki újabb kedvező nemzetközi helyzet. Bismarck kancellárnak érdeke volt az olasz terjeszkedési törekvések támogatása, hiszen így két tűz közé szoríthatta ellenfelét, az Osztrák Császárságot. 1866. április 8-án Poroszország és Olaszország katonai szerződést kötött, amelyben az Olasz Királyság kötelezte magát, hogy a porosz–osztrák háború kitörésekor hadat üzen Ausztriának. Cserébe Bismarck Veneto tartományt Olaszországnak ígérte. Az egyezséget betartották. Az osztrákok június 24-én Custozzánál megverték ugyan az olasz haderőt, a poroszok azonban július 3-án Königgrätznél súlyos vereséget mértek az az osztrák fő haderőre. A prágai békeszerződés, majd az ennek nyomán 1866. október 3-án Bécsben aláírt olasz–osztrák békeszerződés Olaszországnak ítélte Friuli és Veneto tartományt, Velence városával együtt.

## Róma elfoglalása
1867-ben Garibaldi másodszor tett kísérletet Róma elfoglalására. A Pápai Államot védő francia császári katonák és a pápai erők azonban november 3-án Mentanánál legyőzték.
Róma elfoglalásához 1870-ben érett meg a helyzet, amikor a porosz–francia háború miatt a franciák kivonták csapataikat a városból. Az olasz kormány csak azután döntött a pápai állam egészének annektálásáról, amikor már megérkezett a franciák sedani vereségének híre, de még mindig hagyott lehetőséget IX. Piusznak az erőszak kikerülésére, a harc nélküli megadásra. A pápa azonban hajthatatlan maradt. A pápai hadsereg szeptember első felében visszavonult Róma falai mögé, a királyi hadsereg szeptember 20-án a Porta Piánál betört Rómába. A pápai véderő svájci katonái megadták magukat. IX. Piusz pápa bezárkózott a Vatikánba, és a hódítók foglyának minősítette magát. Róma elfoglalásával véget értek a Risorgimento fegyveres harcai, további európai terjeszkedésre már csak az első világháború adott alkalmat.
II. Viktor Emánuel király teljes érzéketlenséget mutatott Róma varázsa iránt, csak 1871. június 2-án helyezte át székhelyét Firenzéből, az egyesített Olasz Királyság első, átmeneti fővárosából Rómába, és rendezkedett be a Quirinale-palotában.

## Film
- Gilberto Martinelli (rendező): Nel segno del tricolore – Italiani e ungheresi nel Risorgimento, 2012